# Caulostramina jaegeri
Caulostramina jaegeri es la única especie del género Caulostramina de la familia Brassicaceae. Es una rara planta nativa de California, que se encuentra sólo en las Montañas Blancas y las Montañas Inyo. 

## Descripción
Es una planta herbácea leñosa perenne resistente con hojas lampiñas de color verde y blanco a morado pálido con flores en forma de cuchara y pétalos con estrías de color púrpura.  Las semillas dan fruto en forma cilíndrica. Esta planta crece en laderas rocosas y acantilados.

## Taxonomía
Caulostramina jaegeri fue descrita por Reed Clark Rollins  y publicado en Contributions from the Gray Herbarium of Harvard University 204: 155. 1973.